# Chris Duhon
Chris Nicholas Duhon, né le 31 août 1982 à Mamou en Louisiane, est un joueur américain de basket-ball. Il est meneur de jeu, et est passé par les Blue Devils de Duke en NCAA.

## Biographie

### Carrière universitaire
Lors de son année senior (dernière année) au Salem High School (en lycée) de Slidell, il a été élu Mr. Basketball de l'État de Louisiane, fait partie de la McDonald's All-American Team et remporté le McDonald's Three Point Shootout.
Duhon arrive ensuite à Duke en 2000, où il va devenir un joueur majeur des Blue Devils, étant le relais au poste de meneur de Jay Williams. Après la blessure de Carlos Boozer, il est d'ailleurs intégré dans le 5 majeur, Williams étant décalé au poste d'arrière (poste 2, shooting guard). Les Blue Devils remportent le championnat NCAA en 2001, et Duhon est élu Rookie of the year (meilleure première année) de la Conférence ACC.
Après son année Sophomore (deuxième année), sa réputation, bâtie sur la défense et ses qualités de meneur, grandie notamment grâce à ses statistiques avec 2,3 ballons volés et 5,9 passes décisives par match.
En junior (3e année) il devient le leader de la jeune équipe des Blue Devils. Avec ses 9,2 points, 6,4 passes décisives et 2,2 ballons volés par matchs, il permet à Duke de se hisser dans le Sweet 16 (les 16 meilleures équipes du tournoi final).
Enfin lors de son année senior, il rejoint, avec Duke, le final four NCAA.
Il termine sa carrière universitaire avec le record de la faculté en termes d'interceptions (300) et de minutes jouées (4 813), et devient le deuxième meilleur passeur (819). Avec un ratio victoires-défaites de 123-21, Duhon est un joueur les plus victorieux de l'histoire de Duke, juste derrière Shane Battier. Il remporte avec les Blue Devils, trois fois le championnat de la conférence ACC. En 2004 il est par ailleurs finaliste des trophées personnels que sont le Wooden Award, le Naismith College Player of the Year et le Adolph Rupp Trophy.

### Carrière NBA

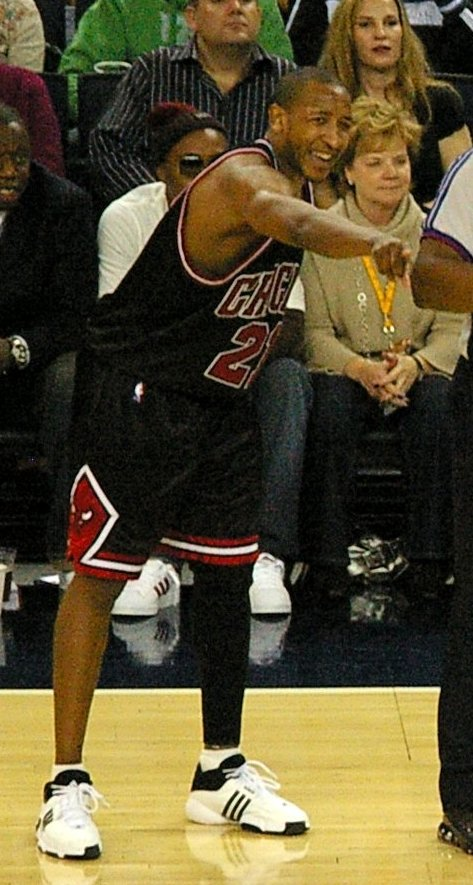
Duhon avec les Bulls.

En juin 2004, Duhon est sélectionné en 38e choix de la Draft de la NBA par les Bulls de Chicago. Lors de sa saison rookie, il participe aux 82 matchs de la saison régulière, avec des statistiques de 5,9 points et 4,9 passes par match. Il réalise son meilleur match de la saison contre les Hawks d'Atlanta, permettant aux Bulls de revenir dans le match puis de s'imposer. Duhon marque là 8 des 9 tentatives à 3 points, et inscrit un total de 24 points. Cela (les 8 paniers à 3 points dans un match) a d'ailleurs été un record pour la franchise, avant que Ben Gordon ne le batte un peu plus tard dans la saison, avec un total de 9 réalisations. Les Bulls prolongent ensuite son contrat pour la saison 2005-2006.
En 2005 il s'engage dans le caritatif après le passage de l'ouragan Katrina, la Duhon's Stand Tall Foundation recueille environ 450 000 dollars pour les habitants de sa ville de Slidell.
En janvier 2007, il est suspendu pour un match par les Bulls pour avoir manqué un entraînement.
Duhon a été l'un des joueurs clés lors des premiers playoffs disputés par les Bulls depuis l'ère Michael Jordan, éliminant le Heat de Miami, champion en titre, au premier tour par 4 victoires à 0. Il était alors le 6e homme, et à bien suppléé Kirk Hinrich, en proie à un nombre important de fautes.
Il signe en 2008 chez les Knicks de New York. Le 30 novembre 2008, il bat le vieux record de passes décisives réalisées par un Knick sur un match, détenu par Richie Guerin depuis 1958, (avec 21 passes) en réalisant 22 passes contre les Warriors de Golden State (victoire finale de New York 138-125).
Lors de l'intersaison 2010, les Knicks de New York n'ont pas prolongé son contrat, il s'engage donc pour 4 ans et 15 millions de dollars avec le Magic d'Orlando.

## Clubs successifs
- ? - 2000 :  Salem High School
- 2000 - 2004 :   Blue Devils de Duke (NCAA-I)
- 2004 - 2008 :  Bulls de Chicago (NBA)
- 2008 - 2010 :  Knicks de New York (NBA)
- 2010 - 2012 :  Magic d'Orlando (NBA)
- 2012 - 2013 :  Lakers de Los Angeles (NBA)

## Palmarès

### En club
- Champion NCAA-I : 2001

### Distinctions personnelles
- Freshman of the Year de la Atlantic Coast Conference : 2001

## Records sur une rencontre en NBA
Les records personnels de Chris Duhon en NBA sont les suivants, :
| Record de la franchise |

| Type de statistique        | Saison régulière | Saison régulière                             | Saison régulière | Playoffs | Playoffs                | Playoffs      |
| Type de statistique        | Record           | Adversaire                                   | Date             | Record   | Adversaire              | Date          |
| -------------------------- | ---------------- | -------------------------------------------- | ---------------- | -------- | ----------------------- | ------------- |
| Points                     | 34               | @ Warriors de Golden State                   | 7 février 2008   | 12       | @ Wizards de Washington | 30 avril 2005 |
| Paniers marqués            | 11               | @ Warriors de Golden State                   | 7 février 2008   | 4        | Spurs de San Antonio    | 28 avril 2013 |
| Paniers tentés             | 16               | 2 fois                                       | 2 fois           | 10       | Spurs de San Antonio    | 28 avril 2013 |
| Paniers à 3 points réussis | 8                | @ Hawks d'Atlanta                            | 16 avril 2005    | 3        | Spurs de San Antonio    | 28 avril 2013 |
| Paniers à 3 points tentés  | 10               | 2 fois                                       | 2 fois           | 7        | Spurs de San Antonio    | 28 avril 2013 |
| Lancers francs réussis     | 8                | 5 fois                                       | 5 fois           | 4        | @ Wizards de Washington | 30 avril 2005 |
| Lancers francs tentés      | 10               | @ Bucks de Milwaukee                         | 21 novembre 2008 | 5        | @ Wizards de Washington | 30 avril 2005 |
| Rebonds offensifs          | 4                | Bucks de Milwaukee                           | 15 décembre 2006 | 3        | Wizards de Washington   | 24 avril 2005 |
| Rebonds défensifs          | 10               | Bobcats de Charlotte                         | 2 novembre 2005  | 8        | Wizards de Washington   | 27 avril 2005 |
| Rebonds totaux             | 10               | Bobcats de Charlotte                         | 2 novembre 2005  | 10       | Wizards de Washington   | 24 avril 2005 |
| Passes décisives           | 22               | Warriors de Golden State                     | 29 novembre 2008 | 7        | 2 fois                  | 2 fois        |
| Interceptions              | 4                | 6 fois                                       | 6 fois           | 3        | @ Pacers de l'Indiana   | 8 mai 2012    |
| Contres                    | 2                | Hornets de La Nouvelle-Orléans/Oklahoma City | 2 mars 2007      | 1        | 3 fois                  | 3 fois        |
| Balles perdues             | 7                | @ Hawks d'Atlanta                            | 5 décembre 2008  | 4        | Spurs de San Antonio    | 28 avril 2013 |
| Minutes jouées             | 56               | @ Bobcats de Charlotte                       | 30 octobre 2009  | 43       | Spurs de San Antonio    | 28 avril 2013 |

- Double-double : 22
- Triple-double : 1